# Unia (Stany Zjednoczone)
     stany Unii
     stany Konfederacji
     stany graniczne Unii, w których panowało niewolnictwo do końca wojny
     zorganizowane terytoria USA

Flaga USA z lat 1861–1863, sztandar Unii

Flaga USA z lat 1863–1865, późniejszy sztandar Unii

Inna wersja flagi USA z lat 1863-1865

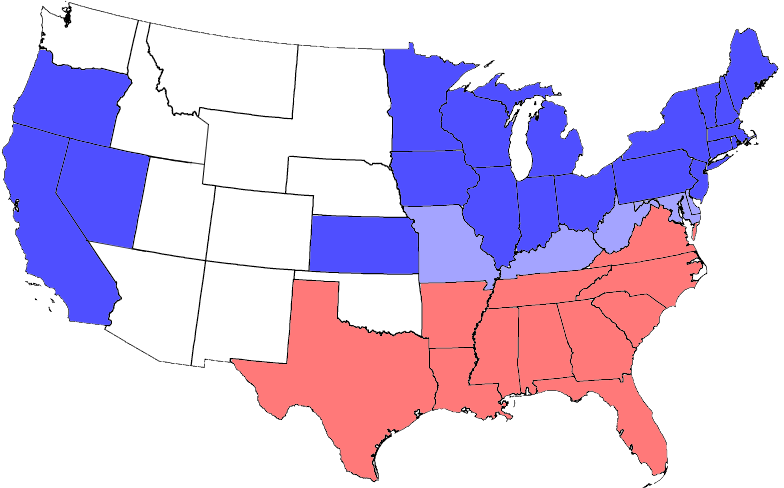
Podział terytorium USA podczas wojny secesyjnej:
stany Unii
stany Konfederacji
stany graniczne Unii, w których panowało niewolnictwo do końca wojny
zorganizowane terytoria USA

Unia − określenie używane dla amerykańskich stanów, które pozostały w składzie Stanów Zjednoczonych Ameryki (USA) podczas domowej wojny secesyjnej z lat 1861–1865, w przeciwieństwie do Konfederacji. Stany Unii określane są też jako Północ lub pejoratywnie – Jankesi. Drugą stroną konfliktu były Skonfederowane Stany Ameryki (CSA), potocznie Południe lub Konfederaci. 
Stany pozostające w Unii zachowały ciągłość nazwy państwa Stany Zjednoczone (United States of America). Nie zmniejszono też liczby gwiazdek na fladze.
Pośród nich wyróżniały się stany graniczne, w których legalne było niewolnictwo aż do ogłoszenia po wojnie trzynastej poprawki do Konstytucji. Graniczyły z CSA, a ich przynależność do Unii była chwiejna. Ich obywatele byli podzieleni w kwestii tego, do kogo chcą przynależeć. CSA uważała je za własne, choć nigdy nad nimi nie panowała.
Unia posiadała własne siły zbrojne, zwane Armią Unii (ang. Union Army).

## Stany Unii
- Connecticut;
- Delaware – stan graniczny, jedyny w tej kategorii, który nie stykał się z CSA;
- Illinois;
- Indiana;
- Iowa;
- Kalifornia;
- Kansas;
- Kentucky – stan graniczny;
- Maine;
- Maryland – stan graniczny;
- Massachusetts;
- Michigan;
- Minnesota;
- Missouri – stan graniczny;
- Nevada – utworzona w 1864 roku;
- New Hampshire;
- New Jersey;
- Nowy Jork;
- Ohio;
- Oregon;
- Pensylwania;
- Rhode Island;
- Vermont;
- Wirginia Zachodnia – część konfederackiej Wirginii, która ogłosiła secesję z reszty stanu i CSA, przystąpiła/powróciła do Unii w 1863 roku, stan graniczny,
- Wisconsin.